# Pinocchio (Danger)
"Pinocchio (Danger)" (피노키오; Pinokio) là một bài hát và single đầu tiên bởi nhóm f(x) từ album phòng thu đầu tiên Pinocchio. Bài hát phát hành dưới dạng nhạc số vào ngày 17 tháng 4 năm 2011 qua các trang web bởi nhà phân phối và hãng thu âm SM Entertainment. Kèm với đó là MV phát hành từ YouTube vào ngày 19 tháng 4 năm 2011.

## MV
Teaser cho MV  cho bài hát được phát hành vào ngày 14 tháng 4 năm 2011 và MV đầy đủ được phát hành vào ngày 19 tháng 4 năm 2011 thông qua YouTube.
Vũ đạo của bài hát được biên đạo bởi Jillian Meyers, đây là lần đầu tiên làm việc với f(x) và sẽ hợp tác trở lại trong các single như Electric Shock và Rum Pum Pum Pum. MV gồm có 2 cảnh nhảy, cảnh thứ nhất với một bức tường màu trắng được gắn những đồ vật xung quanh như là chạm khắc, những khối hình tam giác và những mô hình xoay trên tường và trên sàn nhà, một phông nền màu trắng với những hình xoáy màu đen. Trưởng nhóm Victoria trong phông nền màu cam với những chiếc hộp khác nhau, Amber trong phông nền màu trắng với những hình vẽ màu đen trên phông nền, Luna trong phòng màu đỏ với sàn màu đỏ, Sulli trong phông nền hình lục giác màu xanh và phông nền màu hồng và Krystal trong phông nền màu xanh tại một góc tam giác. Xuyên suốt MV, các thành viên đã thể hiện vũ đạo,.

## Quảng bá

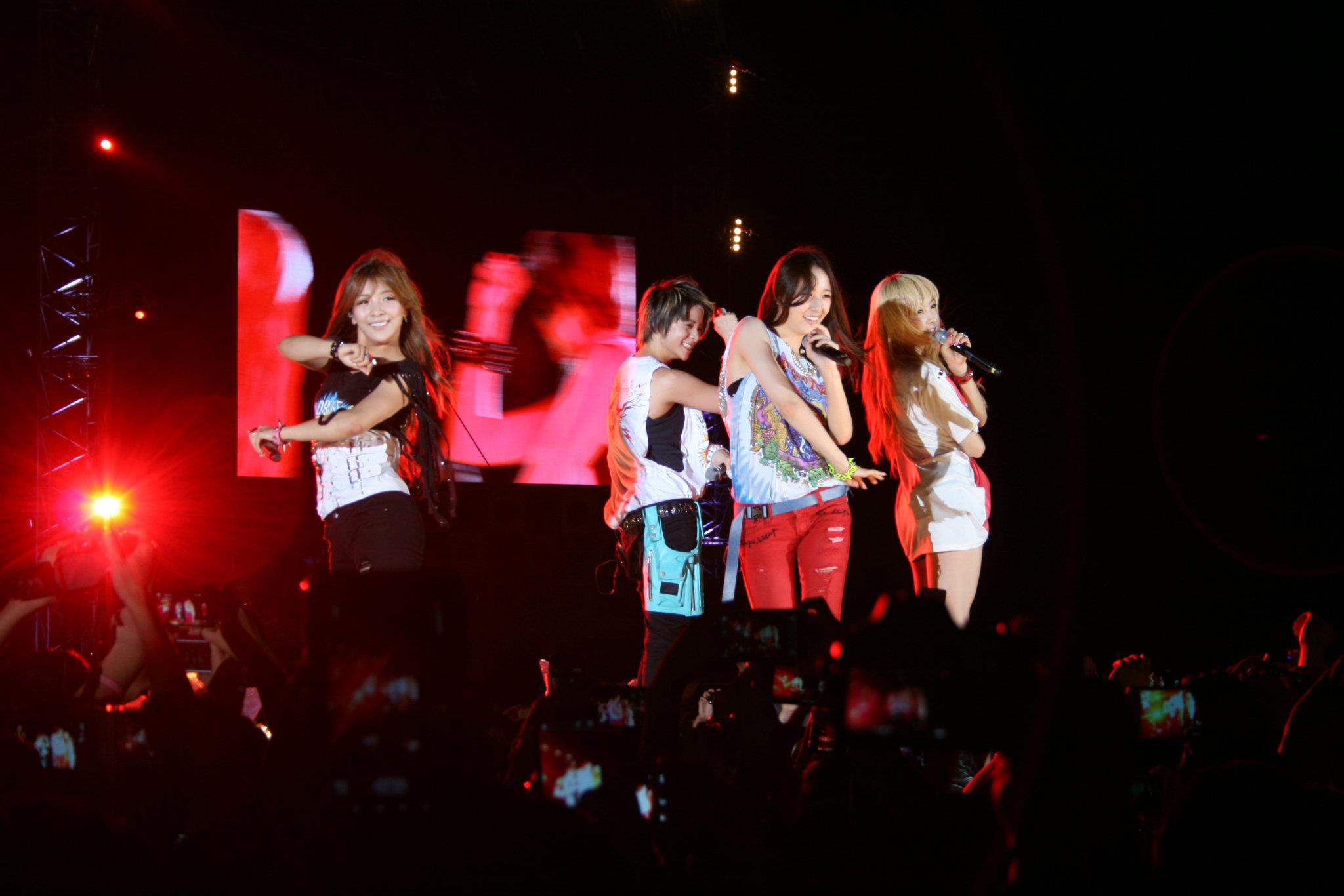
f(x) trình diễn "Danger" tại 2012 Yeosu World Expo Pop Festival.

f(x) lần đầu trình diễn trực tiếp trên sân khấu về bài hát thông qua Music Bank vào ngày 22 tháng 4 năm 2011. Bài hát "Gangsta Boy" cũng được chọn là phần trình diễn trở lại đặc biệt. "Pinocchio (Danger)" đã giành tổng cộng 8 giải trên các chương trình âm nhạc: 3 chiếc cup trên Inkigayo, 3 chiếc trên M! Countdown và 2 chiếc trên Music Bank, chiến thắng lần đầu tiên vào ngày 29 tháng 4 tại Music Bank. Quảng bá cho "Pinocchio (Danger) và album kết thúc vào ngày 29 tháng 5 năm 2011.
Bảng xếp hạng
| Bảng xếp hạng                 | Vị trí |
| ----------------------------- | ------ |
| Hàn Quốc (Gaon Digital Chart) | 1      |
| Billboard Korea K-Pop Hot 100 | 69     |